# 扇面法華経冊子

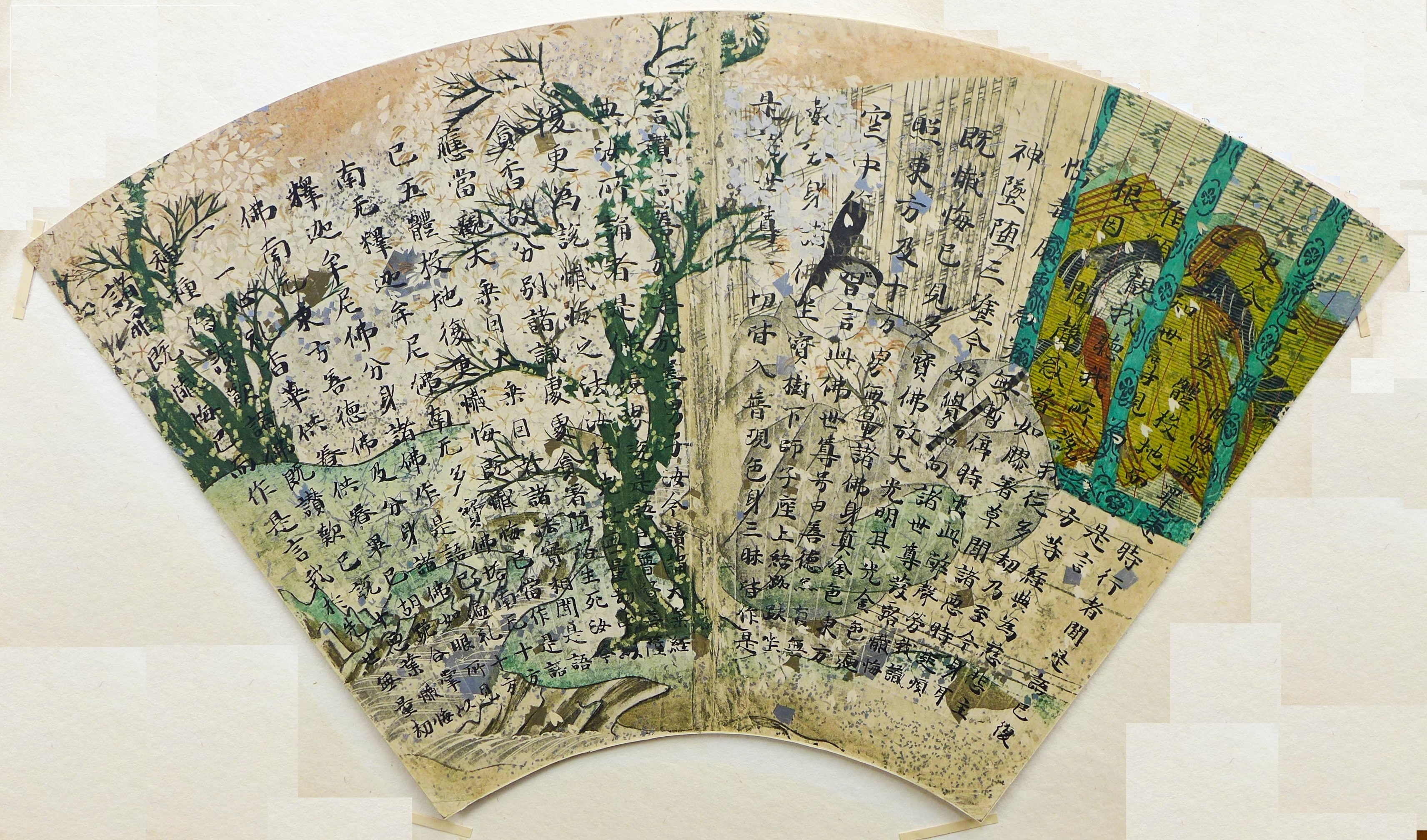
四天王寺蔵

扇面法華経冊子（せんめんほけきょうさっし）または扇面古写経（せんめんこしゃきょう）は、大阪市・四天王寺に伝来した装飾経の遺品。扇形に切った料紙（扇面）に絵を描いて2つに折り、折り目で貼り合わせて冊子とし、そこに法華経・無量義経・観普賢経の経典の経文を書写したものである。

## 概説

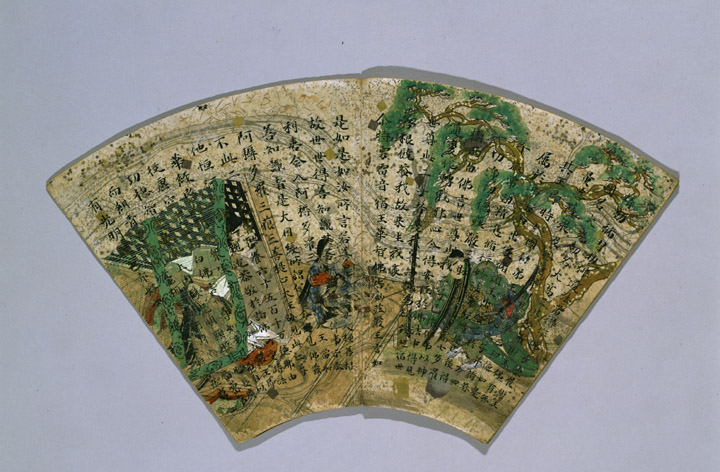
東京国立博物館蔵

平安時代とくに院政期に流行した装飾経の遺品のひとつであり、扇形の料紙を使用し、濃彩の下絵を用いる点は他に類をみない。成立は12世紀中葉と考えられる。下絵の題材は、貴族や庶民の生活などから採られ、大和絵の手法で描かれている。美術品としての価値が高く、当時愛玩された紙扇の絵の様式を伝える唯一の遺品でもある。書風は和様で数人の手になるものとみられ、書跡資料としても貴重である。風俗画としては、絵巻物とならび、きわめて貴重な情報が織り込まれた重要な図像資料でもある。

## 扇形の冊子本
中国の北宋の時代は書誌学のうえでは、巻子本から冊子本への転換のなされた一大画期であったが、その影響は平安時代の日本におよんでいる。扇面古写経の制作もその流れの延長上にあるが、紙扇を料紙とした点がユニークである。縦の辺が約25.5センチメートル、上弦幅約49.5センチメートル、下弦幅約19センチメートルの夏扇（蝙蝠扇）の料紙を粘葉装（でっちょうそう）の冊子に仕立てたものである。表紙には金字の経題のほか、十羅刹女を一体ずつ和装（女房装束）で描いている。

## 料紙装飾
料紙はいずれも雲母（きら）を引き、墨流しや金銀の切箔（きりはく）、野毛、砂子（すなご）などを散らしてきわめて多様に意匠をこらしたもので、そこに濃彩の優美な大和絵風俗画を手彩色の下絵として描き、その上に経文を書写する。なお、下絵は料紙の片面のみに描かれているので、見開き一開ごとに下絵のある面と経文のみの面が交互にあらわれる。豪奢にして華麗な装飾的効果に富んでおり、工芸史上も重要である。
この冊子は、当時大量につくられた扇の地紙をそのまま写経用紙として転用した珍しい例である。装飾経としてよりむしろ、扇面画や大和絵としての文化史的ないし資料的価値が高いと評されるゆえんである。

## 書式・書風
経文は、一行17字、一頁12行（見開き24行）に定型化された書式に漢字で放射状に墨書されている。ただし、彩色下絵の青色や墨の部分の上に字を書く場合は、墨書の上を金泥でなぞったり、1字を半分ずつ金泥と墨とで書き分けたりするなど、手のこんだ書写がなされている。書風は和様であり、少なくとも数人の手によるものとみられている。

## 構成と遺存状況
扇面法華経冊子の成立は、「女人成仏」、「写経成仏」を説く法華経信仰がさかんとなるなかで、経典そのものも美しく飾りたてられるようになったことによるものとみられる。元来は「妙法蓮華経（法華経）」8巻と開結経（かいけつきょう）2巻、すなわち、本経に先だって説かれる開経（かいきょう）の「無量義経」とむすびをなす結経（けちきょう）の「観普賢経（仏説観普賢菩薩行法経）」の合わせて10帖で一具をなし、扇紙は総計115枚であったと推定される。一具のうち、今日では四天王寺（大阪市）に「法華経」巻一、六、七および開結経2帖の計5帖が伝存するほか、東京国立博物館が「法華経」巻八の完本1帖を所蔵、他に断簡5葉が各所に分蔵され、合計59面、表紙絵5面を数える。

## 作画技法と画風
貴族やそれに仕える男女、庶民の風俗や自然の景物を木版で刷ったり、図様を墨描きしたり、あるいは、両者を組み合わせたのちに彩色を加えて料紙としている。下店静市は、この点から版画史上の重要性を指摘している。美術史家の秋山光和は、作画技法の検討によりA類（27面）、B類（18面）、C類（9面）、さらにB類とC類の複合的な技法によるもの（5面）に分類している。A類は雲母（きら）引き下地の上に彩色したもの、B類は木版墨摺りの下絵に雲母引きを施し、彩色したもの、C類は雲母引きに金銀の箔を散らしたうえで木版で下絵を墨摺りし彩色したものである。
様式は、唐絵の影響から脱した盛期の大和絵のなかでも、宮廷派の特徴を有する動的な様式に属している。色調は、同時代の『源氏物語絵巻』や『平家納経』ほどの重厚さはないが、優美かつ多彩であり、品格がある。描線は細かく、木版の影響もあってやや硬質であり、肉筆は繊細または流麗なものが多い。貴族の表情は類型化された引目鈎鼻であるが、雑仕や婢女らの姿は市井の風俗もまじえて、生き生きと描き出されている。

## 画題
画題は経文とは関係がないという指摘もある一方、直接的ないし間接的に関連があるとの指摘もなされている。ただし、後者においても、それをすべてにわたって明瞭に解明することは困難だとしている。元来、扇は夏季に使用されることが多いことから、暖かさを感じさせる風景に比較すれば井戸や水辺、雪など涼しさを感じさせる風景が多く、また桜や紅葉、松なども多く描かれる。下店静市は、『伊勢物語』などの文学作品からも画題がとられているとしている。
表現対象としては、人物が大部分であるが、四天王寺所蔵のものには花鳥画が例外的に散見され、花鳥画の伝統の上でも貴重な資料となっている。また、描かれる人物は、老若男女や貴賤を問わず、多種多様な職業の人びとを対象としており、その点でも歴史資料としてきわめて貴重なものである。
なかでも名高い遺品は、四天王寺所蔵の平安京の市場の風景を描いた二葉（法華経巻七扇6、同扇11）で、間口一間の小さな店では前掛けをした市女によって魚、果物、瓜、栗、布など多種多様な商品を売られており、その前を市女笠（いちめがさ）をかぶり、袿をまとった女性が通行しているようすが描かれ、当時の商業の実際や服飾などの知るうえで好資料となっている。
また、井戸端に集う女性たちを描いたもの（法華経巻七扇1）があり、そこには曲物を頭に乗せながら裸の子どもの手をひく袿なし姿の里の女、つるべで水を汲みのどをうるおす袿を着た旅姿の女が描かれ、当時の地方の庶民生活がしのばれる。
さらに、草合わせをする2人の少女（法華経巻七扇8）、小鳥捕りをする少年（法華経巻七扇9）、柿もぎのようす（法華経巻六扇11）など子どもの遊戯や風物詩も画題となっており、紅葉を愛でる女房と栗拾いの婢女を描いた場面（法華経巻一扇10）、文を読む公卿と童女（法華経巻一扇9）、遊女と傀儡子（または男巫）が今様を歌って道祖神に報宴し、神霊を慰めているのではないかと推定される場面などを描いたものもある。
なお、十羅刹女はいずれも女房姿で描かれるが、「無量義経」の表紙絵のみは 汗衫（かざみ）姿の童女形で示されている。

## 制作時期・制作者
制作時期については、絵画様式や風俗などの点から12世紀中頃とする説が有力である。かつては、『玉葉』や『吉記』の記事にある、文治4年（1188年）9月15日の四天王寺如法経供養の際に奉納されたものとする説もあったが、秋山光和、柳沢孝（やなぎさわたか）らの研究により、高貴な女性の発願になる可能性が高いとされ、鳥羽天皇の皇后であった高陽院藤原泰子により仁平2年（1152年）に奉納されたものとする説が今日では有力である。いずれにしても、謹厳な書体の写経と彩り豊かな風俗・景物が扇のなかで一体となった品であり、平安時代末期の貴族の信仰生活のなかに種々の趣味的要素が盛りこまれていたことを端的に示す一例といえる。

## 扇面法華経冊子の現存遺品
以下のように各所に分蔵されるが、元来は一具だったものである。
- 四天王寺（大阪府大阪市）蔵（国宝）
  - 「法華経」巻一
  - 「法華経」巻六
  - 「法華経」巻七
  - 「無量義経」
  - 「観普賢経」
- 東京国立博物館（東京都台東区上野公園）蔵（国宝）
  - 「法華経」巻八（普門品・陀羅尼品・厳王品・勧発品）
- 西教寺（滋賀県大津市坂本）蔵断簡 掛幅装（重要文化財）
  - 「法華経」巻一扇8
- 法隆寺（奈良県斑鳩町）蔵断簡 掛幅装（重要文化財）
  - 「観普賢経」扇8
- 藤田美術館（大阪市都島区網島町）蔵断簡 1枚（重要文化財）
  - 「法華経」巻六扇12
- 出光美術館（東京都千代田区丸の内）蔵断簡 掛幅装（重要文化財）
  - 「法華経」巻一扇4
- 個人蔵断簡 1枚（重要文化財）
  - 「観普賢経」扇9

他に、1行のみの断簡、2行のみの断簡が存在し、それぞれ個人蔵となっている。